# Бартуаль, Хорхе
Хорхе Бартуаль Медина (исп. Jorge Bartual Medina; 18 августа 1971, Валенсия) — испанский футболист, вратарь.

## Биография
Начинал профессальную карьеру в фарм-клубе «Валенсии», за который в течение трёх сезонов провёл 30 матчей в испанской Сегунде Б. За основной состав «Валенсии» дебютировал в сезоне 1995/96. В январе-феврале 1996 года Бартуаль сыграл 4 матча в Ла Лиге (в одном из них появился на замену после перерыва). Затем, в последующих двух сезонах ещё по два раза появлялся на поле в матчах чемпионата, а также провёл 3 игры в Кубке УЕФА. С 1998 года вратарь не играл, однако оставался в составе «Валенсии», с которой в сезоне 1998/99 завоевал Кубок Испании (был в заявке на финальный матч), а в сезоне 1999/2000 дошёл до финала Лиги чемпионов, где также присутствовал в заявке, а его команда уступила мадридскому «Реалу» со счётом 0:3.
В 2001 году перешёл в «Тенерифе», но ни одной игры за команду не провёл. В сезоне 2001/02 находился в составе любительского клуба «Кинтанар-дель-Рей», после чего завершил карьеру. После окончания игровой карьеры вернулся в структуру «Валенсии», где работал тренером вратарей в юношеских командах. По состоянию на 2020 год был тренером вратарей в китайском клубе «Далянь Ифан».

## Достижения
«Валенсия»
- Обладатель Кубка Испании: 1998/99
- Финалист Лиги чемпионов УЕФА: 1999/2000